# حريق فورت ماكموري 2016
حريق فورت ماكموري 2016، والمعروف بحريق نهر هورس، هو حريق ضخم شب في مقاطعتي ألبرتا وساسكاتشوان الكنديتين والتهم مساحات شاشعة من غابات البراري وتسبب بأكبر تهجير سكاني في تاريخ المنطقة  إذ دفع بجميع سكان مدينة فورت مكموراي البالغ 88 ألف مواطن إلى النزوح خارج المدينة وإلى تدمير 15٪ من منشآتها. لكن بسبب التنظيم المدني وفعالية معالجة الكارثة، لم تسبب أي إصابات بشرية ولا حتى حيوانية.
بدأ الحريق يوم 1 مايو 2016 في الجزء الجنوبي الغربي من منطقة فورت ماكموري التابعة لبلدية منطقةوودبفالو الواقعة في ألبرتا الكندية. وفي يوم 3 مايو اجتاح الحريق كامل المنطقة السكنية ودمَّر أكثر من 2,40 منزل ومبنى. ثم تابع طريقه شرقا إلى المناطق الشرقية الشمالية من مقاطعة ساسكاتشوان ملتهما أكثر من 590,000 هكتار من الغابات وأوقف العمل في صناعات النفط الرملي الأكبر في العالم. وتم السيطرة على الحريق بعد شهرين في 5 تموز/يوليو 2016 لكن من المرجح استمرار النيران في الغابات لأشهر أخرى. ويعتبر الحريق من أكثر الكوارث كلفة في تاريخ كندا.
أدى الحريق إلى ارتفاع درجات الحرارة بشكل كبير على غير المعتاد بالنسبة لبداية شهر مايو، إذ وصلت إلى حوالي 32.8 درجة مئوية (91 درجة فهرنهايت)، وكانت الظروف بالغة الجفاف إذ أن الرطوبة النسبية منخفضة حيث قُدّرت بنحو 12٪. وصلت درجة الحرارة في 4 مايو إلى 31.9 درجة مئوية (89 درجة فهرنهايت)، كما كان للرياح دور في نمو الحريق، حيث بلغت 72 كم / ساعة (45 ميل / ساعة).

## تطور الحريق

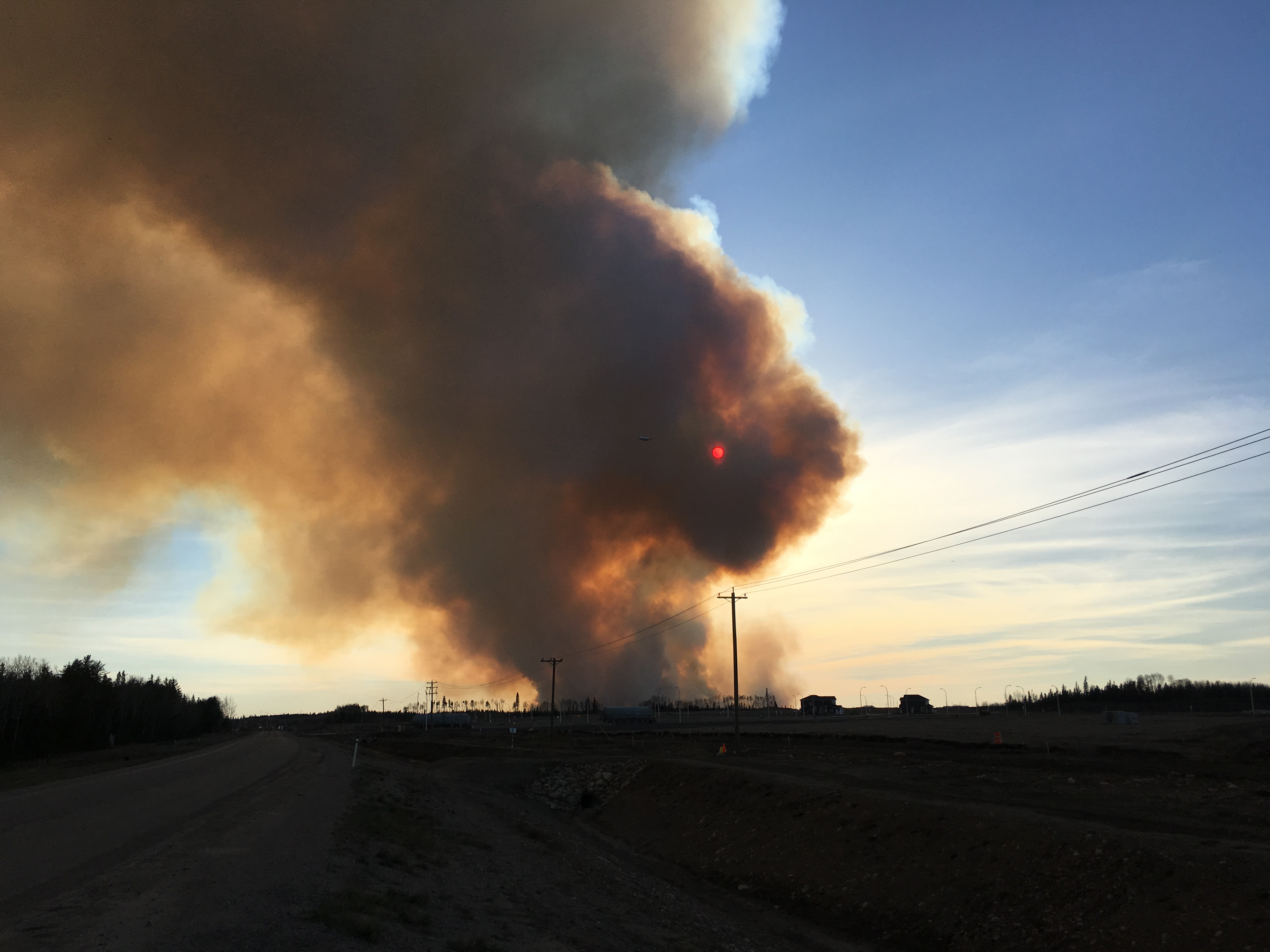
الحريق بالقرب من فورت ماكموري في 1 مايو 2016

### 1 أيار/مايو
اكتشف بدايات الحريق في 1 أيار/مايو 2016 وأعلنت حالة الطوارىء الساعة 9:57م بالتوقيت المحلي في مناطق السينتنيال بارك (مخيم للسيارات) والبراري كريك (Prairie Creek) وغريغوار (Gregoire) من الضواحي الجنوبية لمدينة فورت كاكموري وطلب من سكانها «المغادرة الاجبارية» لمانطقهم باتجاه جزيرة ماكدونالد التي جهزت لاستقبالهم.

### 2 أيار/مايو
خفضت درجة الطوارىء إلى مستوى «المغادرة الاختيارية» بعد اتجاه النيران جنوبا بعيدا عن المدينة وأعلن عن السيطرة على الحريق مع وجود حرائق بعيدة عن المدينة.

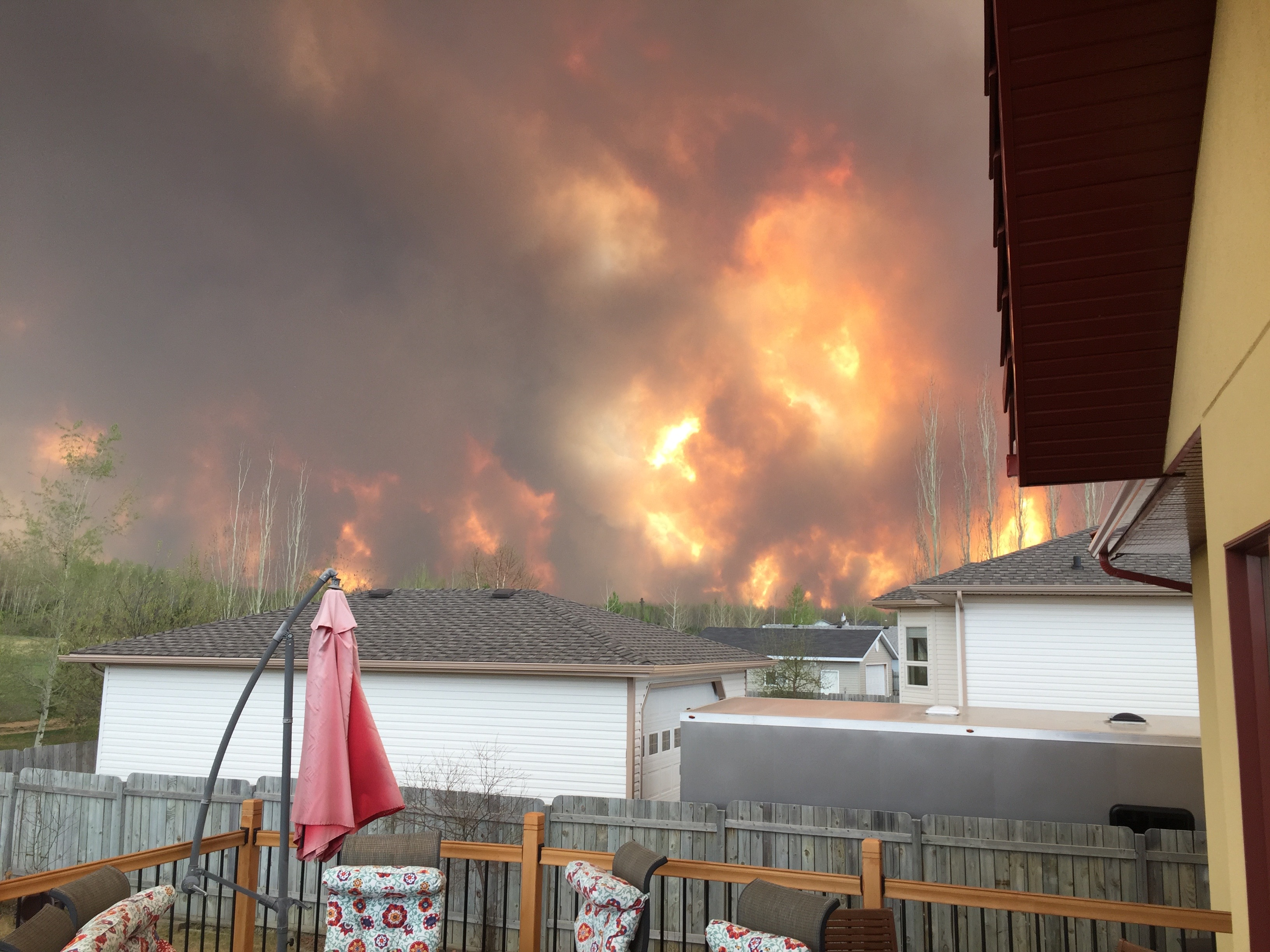

### 3 أيار/مايو
تمددت النيران بشكل سريع وغير متوقع، مما دفع الحكومة المحلية الساعة 5 ب.ظ. من تمديد حالة «النزوح الإجباري» إلى 12 حياً جديدا من أحياء المدينة. في الساعة 6:49 ب.ظ. شمل كل مدينة فورت ماكموراي وضواحيها. وفي الساعة 9:50 مساء، أُمرت القرى محيطة بالمدينة مثل انزاك، غريغوار لايك وفورت ماكموري فيرست نايشن، بالمغادرة الإجبارية الفورية. تم إجلاء 88 ألف مواطن بسلامة تامة من دون حدوث أي إصابات. لكن قُتل شخصان بحادث مروري في أحد الطرق التي استعملت خلال النزوح. ولم يبقِ في المدينة الأعمال الدفاع المدني وعمال مصنع تكرير المياه لإمداد رجال المطافىء بالمياه.

### 4 أيار/ مايو

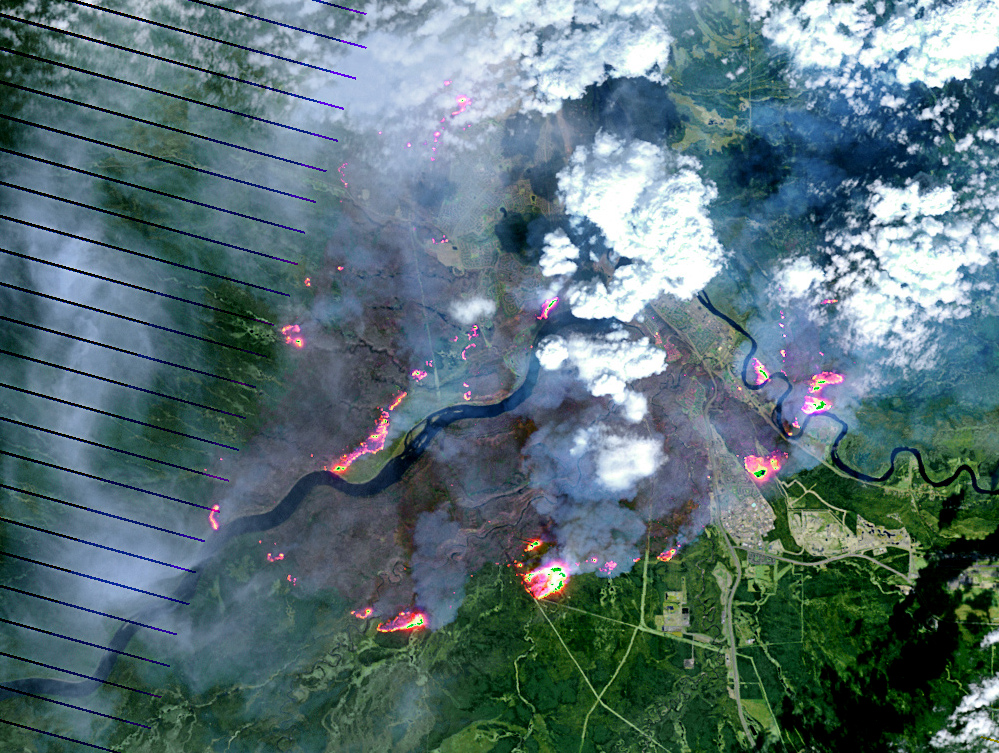
صورة من الفضاء لأثار الحريق يوم 4 أيار/مايو.

أعلنت بلدية المنطقة أن أحياء بيكون هيل وأباساند وووتروايز ووودبفالو أصيبوا بأضرار جسيمة كما أعلنت حكومة ألبرتا حالة طوارىء على مستوى المقاطعة إذ تم التأكد من تدمير 1,600 مبنى، واحتراق مساحة 10,000 هكتار. وتم إخطار من كان متواجدا في شمال المدينة، حيث مصانع ومناجم النفط، بالبقاء في أماكنهم وعدم التوجه إلى الجنوب أو استعمال طريق 63 السريع. وفي الساعة 11 صباحا، أعلن عن ضرورة غلِي المياه قبل الاستعمال وذلك لأن معامل تكرير المياه اضطرت لاستعمال مياه غير معالجة لتلبية احتياجات رجال الإطفاء مما لوٌث المياه. وفي الساعة 4:05 ب.ظ. قطعت النيران طريق 63 السريع صوب الطريق 69 مما شكّل تهديدا مطار المدينة الدولي الذي كان يستعمل في الدعم اللوجستي والإجلاء ونقل مركز مكافحة الحريق المتواجد في المبنى إلى موقع آخر أكثر أمانا. وأنتج الحريق سحب نارية ورعدية مما سبّب في انتشار الحريق إلى مناطق جديد بعيدة عن المركز الأساسي للحريق. وأصبح الحريق ضخما لدرجة أنه تحول إلى عاصفة نارية خلقت حالة جوية خاصة بها ورياح عاتية ورعد غير متوقع.

### 5 أيار/مايو
توسعت النيران بشكل كبير وغطّت 85,000 هكتار ووصلت إلى ضواحي كانت آمنة والتجاء إليها 8,000 نازح مما اضطرهم للنزوح مرة أخرى. واتخذت حكومة ألبرتا بمساندة من سلاح الطيران الكندي وشركات الطيران الوطنية وشركات النفط العاملة في المنطقة برفع 8,000 فردا نزحوا شمالا باتجاه مصانع النفط. وفي هذا اليوم، وصل عدد الآليات المستعملة لمكافحة الحريق إلى 45 هليكوبتر، 138 آلة ثقيلة، 22 طائرة خزانات مياه و 1,100 شخصا.

### 6 أيار/مايو
انتشرت النيران من دون سيطرة حتى التهمت أكثر من 100 ألف هكتار. هددت النيران مناطق مصانع النفط في الشمال حيت التجاء العديد من النازحين بالإضافة لعمال النفط. اتخذت قوات الشرطة الملكية الكندية التدابير لنقل قوافل السيارات من مصانع النفط إلى مدينة إدمونتون التي تبعد 500 كلم في الجنوب عبر طريق 36 السريع متخطين النيران.

### 7 أيار/مايو
وصلت مساحة انتشار النيران إلى 165 ألف هكتار وهددت قرية فورت ماككاي في الشمال مما استدعى نقل سكانها وكل النازحين الذين التجؤا إليها.

### الأسابيع التالية

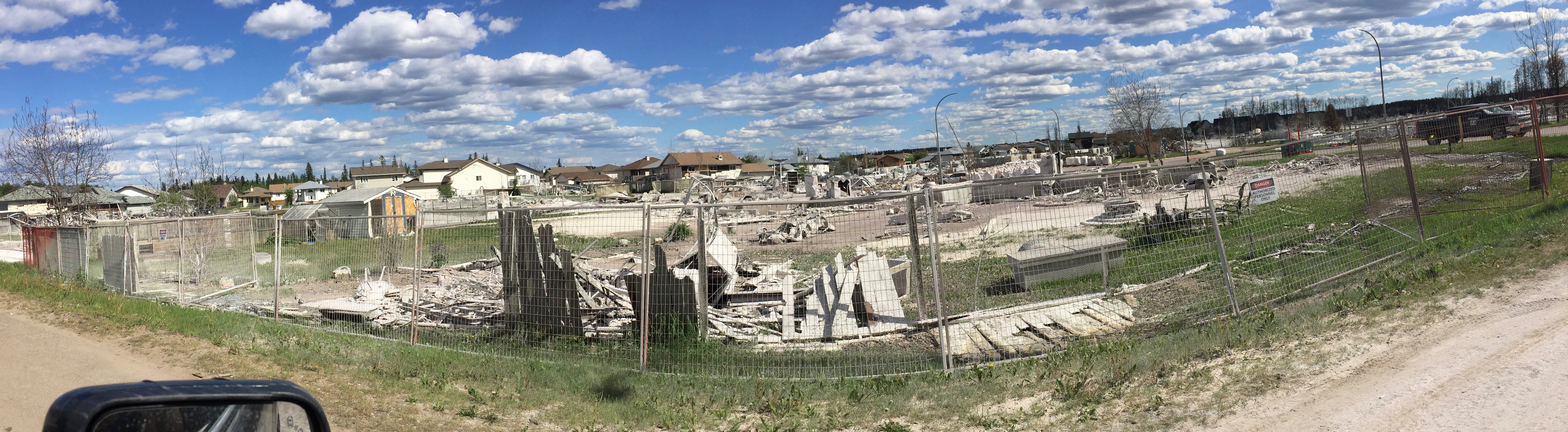
ما خلفه الحريق في منطقة وودبفالو وهو حي في شمال غرب المدينة.

بقي انتشار وتوسع النيران يزداد بشكل سريع ومذهل. وصلت النيران إلى مصانع النفط والتهمت العديد من الأبنية مما أقفل المصانع وتم نقل كل من كان فيها إلى الجنوب. وبين 16 أيار/مايو و 21 أيار/مايو توسعت النيران من 285 ألف هكتار إلى 285 ألف هكتار بالإضافة لـ 741 هكتار داخل مقاطعة ساسكاتشوان. وحصل انفجارين دمّرا منازل عديدة في داخل المدينة مع عدم وجود دلائل عن علاقة ذلك بالنيران. مع أن النيران قد أصبحت بعيدة نسبيٌا عن المدينة، إلا أن وضع المدينة لم يسمح بعودة السكان بسبب التلوث بالدخان والسموم الناتجة عن الحرائق وبقي عمال الإنقاذ الوحيدين المسموح لهم بالبقاء.
الرياح والأمطار التي هطلت في المدينة في أواسط حزيران/يونيو ساعدت في تخفيف انتشار النيران وفي 4 تموز/يوليو أعلن أن النيران تحت السيطرة مع إن إخماد النيران بشكل تام سيأخذ العديد من الأشهر القادمة.

## أسباب الحريق

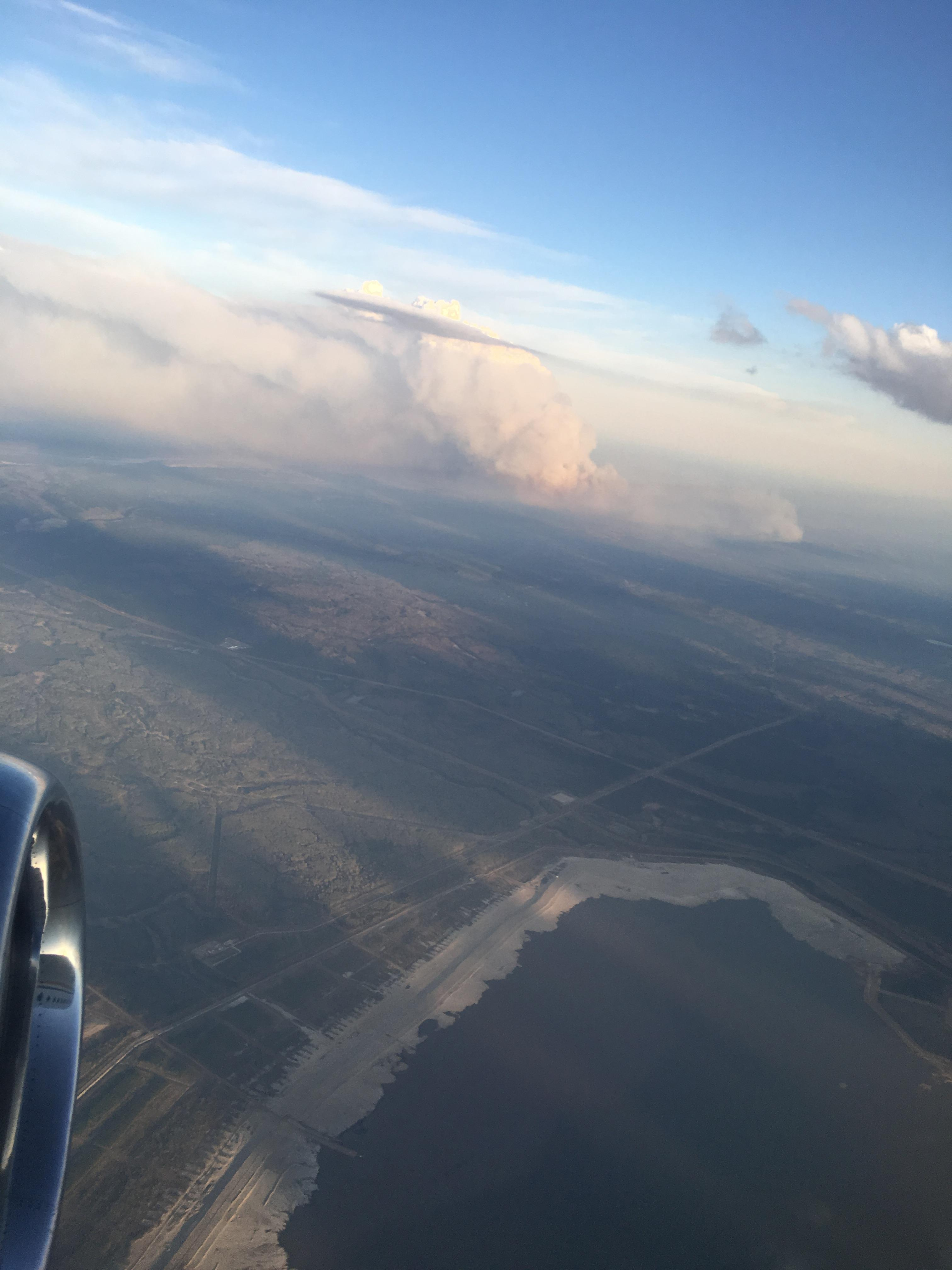
صورة جوية لدخان الحريق

لم يتم تحديد أسباب الحريق والأبحاث ما زالت سارية. لكن هناك دلائل قوية تشير إلى أن عوامل بشرية هي ما بدأت الحريق في منطقة نائية على بعد 15 كلم من المدينة إما عن قصد أو بسبب الإهمال مثل عدم إطفاء نيران شوي اللحوم بشكل تام. تشير الحقائق أن العوامل المناخية ساعدت في انتشار النيران بسرعة في الغابات الكثيفة ونحو المدينة وأحيائها. عند بدء الحريق، كانت تمر منطقة شمال ألبرتا بطقس حار جدا وناشف لم تشهده المنطقة من قبل. ففي يوم 3 أيار/مايو، وصلت درجة الحرارة إلى حدود الـ33 درجة بينما انخفضت نسبة الرطوبة إلى دون 12٪. وهذه عوامل تساعد في انتشار النيران في الحشائش والأشجار بفعالية كبيرة. وساء الوضع في اليوم التالي حيث وصلت درجة الحرارة إلى 32 درجة مع سرعة رياح وصلت إلى 72 كلم/الساعة. ونتيجة لهذه العوامل، بالإضافة إلى شتاء قصير ذابت بعده الثلوج بسرعة، تشكلت «عاصفة مزلزلة» ساهمت في حريق متفجر صعب السيطرة عليه.
رد دانييل تومسون، وهو خبير حرائق يعمل مع حكومة كندا، الحريق إلى ظاهرة إل نينيو المناخية التي خلفت فصول جديدة حيث أصبح فصلي الخريف والشتاء جافين قليلي الأمطار وحوّل فصل الربيع إلى فصل حار. وهو وضع مناخي جديد سبب العديد من الحرائق حول العالم.
وبنتيجة الحريق، ازداد نشاط الناشطين ضد التغيير المناخي إذ اعتبروا أن الحريق هو نتيجة المصانع شمال المدينة التي تنتج النفط.

## مخلفات الحريق

### الأحياء السكنية

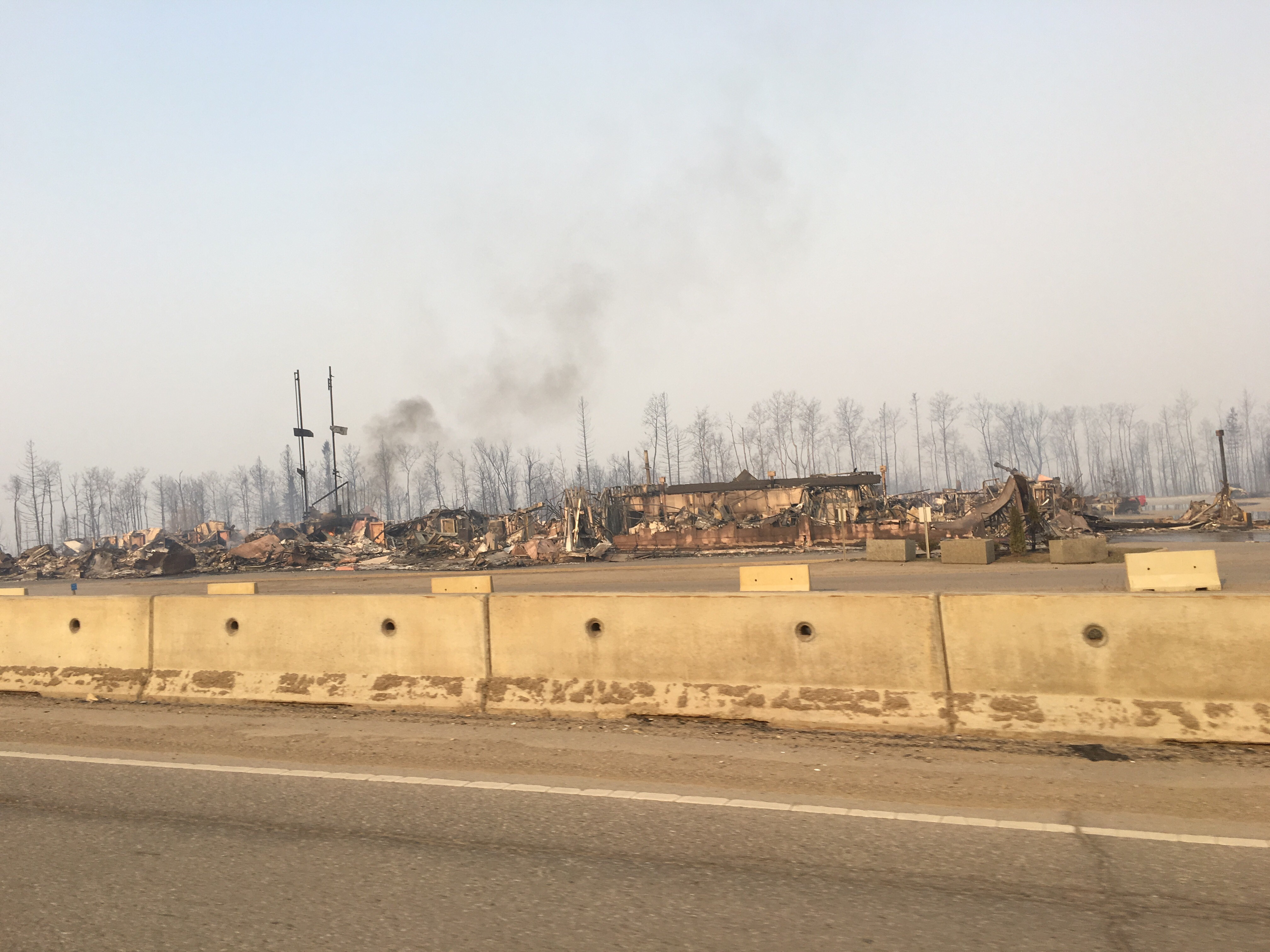
فندق سوبر 8 دمره الحريق بشكل كامل

في بداية الحريق، حاول عمال الإطفاء احتواء النيران ومنعها من الانتشار في المدينة. بسبب ضخامة النيران. بعد صب الجهود في اليومين الأولين على تفريغ المدينة من السكان وتأمين سلامة خروجهم، ركّز عمال الإطفاء على حماية مركز المدينة والهيكلية التحتية مثل منشآت المياه وشبكات الكهرباء والمنشآت الأساسية الأخرى. وبنفس الوقت، منع انتشار النيران التي اشتعلت في الأحياء الجنوبية والغربية والتي أدت لدمار 1600 منزل. وفي يوم 9 أيار/مايو، يوم أعلن السيطرة على الحريق داخل المدينة، تم تحديد دمار 2,400 مبنى بينما أكثر من 95٪ من بقية المدينة كانت سليمة. وفي اليوم التالي، بدأت إحصاء الأضرار بشكل رسمي ومخططات إعادة تعمير المدينة واحتواء الأضرار بينما عمال المطافي بقيوا يحاولون السيطرة على النيران التي اتجهت إلى شرق عبر الغابات الكثيفة. وفي ليل 16 أيار/مايو، دوّى انفجارين في أحياء ثيكوود وديكنسفيلد دمّرا ثلاث مباني وأصاب عشرة مبان أخرى بأضرار بليغة. وفي 18 أيار/مايو، أشارت الإحصاء بناء على زيارة 19,244 مبنى عن تدمير 1,921 مبنى بشكل كامل. بينما اعتبر 17,156 مبنى صالحا للسكن، 121 يستعمل بمحدودية، و 39 غير آمن للاستعمال.
ومع الحفاظ على سلامة الهيكلية التحتية للمدينة، إلا أن المياه أصبحت غير آمنة للاستعمال إذ ضخ عمال محطة التكرير مياه غير معالجة لتأمين احتياجات رجال الإطفاء الضخمة من الماء في مكافحة الحريق مما لوث أنابيب المياه. وهذا دفع الحكومة المدنية إلى إعلان حالة طوارىء وطلبت من السكان الذين عادوا إلى مساكنهم بغلي المياه قبل الاستعمال. وتم رفع حالة الطوارىء تدريجيا بدءاً من 4 أيار/مايو بحسب المناطق التي تم تطهير أنابيبها. وفي 15 حزيران/يونيو، تم رفع الحظر عن كل المناطق ما عدى أحياء أباساند، بيكون هيل وووتروايز التي ما زالت تحت الحظر حين كتابة المقالة في 16 أغسطس 2016.

### مصانع استخراج النفط الرملي
إثر الحريق بأعمال استخراج النفط الرملي الواقع على بعد 40 كلم شمال المدينة. في البداية، استعملت منشآت المصانع لاحتواء ولمساعدة النازحين الذين هربوا شمالا. كما قاموا بتقديم آلياتهم الضخمة للمساعدة في مكافحة الحريق وفتحوا مطاراتهم ومنافعها في الإسهام في أعمال الإغاثة والإطفاء.
قامت شركة «شل كندا» النفظية بإيقاف كافة عملياتها في حقل «ألبيان ساند»، وأعلنت أن عملياتها تركز على إجلاء عمالها وعائلاتهم إلى مناطق آمنة وعلى المساعدة في عمليات الإنقاذ والإطفاء. واستخدمت مدرج مطارها لنقل النازحين إلى إدمونتون وكالغاري. كما وفرت فريقين من اختصاصييها لمساندة عمال الإطفاء.
أما شركتي «صانكور للطاقة» و«سينكرود» أضخم منتجي نفط كنديتين، فقط خفضت أعمالها بشكل كبير وعملتا على تأمين سلامة عمالها والنازحين. استقبل كل من الشركتين أكثر من 2000 نازح في سكنهما في شمال المدينة لكل من اتجه شمالا. وفي 7 أيار/مايو، أغلقن شينكرود كافة أعمالها وأجلت 4,800 من عمالها إلى مناطق آمنة.
أشارت الإحصاءات أن الحريق أدى إلى توقف إنتاج مليون برميل يومي، أي ربع إنتاج النفط الرملي. وتشير الدراسات أن هذا التوقف سبب خسارة للصناعة النفطية الإلبرتية تعادل 75 مليون دولار يوميا مما ساهم في رفع أسعار النفط العالمية وإلى انخفاض توفر البترول في محطات غربي كندا.
وفي 16 أيار/مايو 2016، وصل الحريق إلى مباني سكن البلاكساندز في مناطق النفط الرملي ودمرها وفي اليوم التالي وصل إلى مساكن نورالتا إلى الغرب.

### الخسائر المالية
أشارت الدراسات الأولية إلى أن كلفة إعادة الإعمار التي ستتولاها شركات التأمين ستصل إلى حدود 4,7 مليار دولار. ووصلت مدفوعات شركات التأمين في 7 تموز/يوليو 2016 إلى 3.58 مليار دولار.

## عودة النازحين

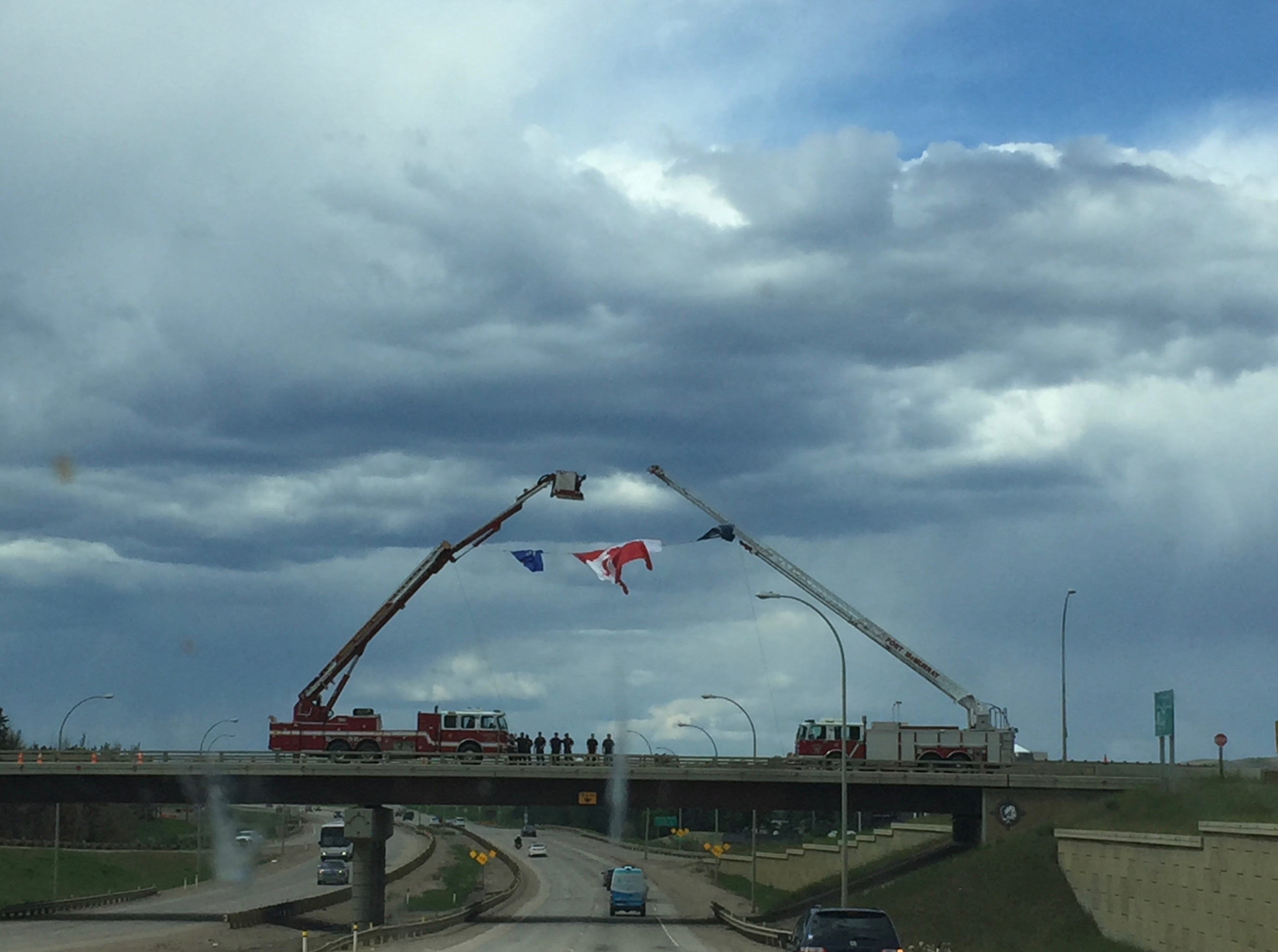
عمال الإطفاء والاستغاثة يستقبلون العائدون إلى المدينة.

في 18 أيار/مايو، أعلنت الحكومة المحلية على جدول لعودة النازحين الذين سلمت منازلهم بدءاً من 1 حزيران/يونيو وينتهي في 15 من نفس الشهر. واعتبرت أن الفترة الفاصلة ستركز على تأكيد عدم تشكيل الحرائق لأي خطر وعلى إعادة عمل الخدمات العامة (مثل المستشفى والبلدية) والشركات الخدماتية الضرورية (مثل الطبابة وشركات التغذية) وعلى تأمين المواقع التي تشكل خطرا على المواطنين. كما اعتبرت بعض المساكن التي لم تتضرر من الحريق مساكن غير صالحة للسكن بسبب السموم التي سببها الحريق مثل التلوث من الزرنيخ واحتراق المعادن الثقيلة.